# Aleš Lejsek
Aleš Lejsek (* 6. September 1982 in Jilemnice) ist ein tschechischer Biathlontrainer und ehemaliger Biathlet.
Aleš Lejsek ist Skilehrer und lebt in Jablonec nad Nisou. Er betrieb seit 1998 aktiv Biathlon und gehörte seit 2003 dem tschechischen Nationalkader an. Sein Verein ist der SKP Jablonex, wo er von Ondrej Rybár trainiert wurde. Lejesk startete 2003 in Forni Avoltri bei Junioren-Europameisterschaften sowie 2006 in Langdorf und 2007 in Bansko bei Europameisterschaften im Biathlon, ohne dort jedoch nennenswerte Ergebnisse zu erzielen. Bestes Ergebnis war ein sechster Platz mit der Staffel in Bansko. Seit 2003 startete Lejesk im Biathlon-Europacup. Seinen Durchbruch schaffte er hier erst in der Saison 2007/08, als er in Bansko zunächst Dritter im Sprint wurde und anschließend die Verfolgung gewann. Im Biathlon-Weltcup wurde der Tscheche nur selten eingesetzt. Sein bestes Ergebnis erreichte er 2006 als 76. in einem Sprint in Hochfilzen.
Nach seiner aktiven Karriere wurde Lejsek Trainer und ist derzeit Assistenztrainer des tschechischen B-Kaders der Männer und des A-Kaders der Frauen.

## Weltcup-Platzierungen
Die Tabelle zeigt alle Platzierungen (je nach Austragungsjahr einschließlich Olympische Spiele und Weltmeisterschaften).
- 1.–3. Platz: Anzahl der Podiumsplatzierungen
- Top 10: Anzahl der Platzierungen unter den ersten zehn (einschließlich Podium)
- Punkteränge: Anzahl der Platzierungen innerhalb der Punkteränge (einschließlich Podium und Top 10)
- Starts: Anzahl gelaufener Rennen in der jeweiligen Disziplin
- Staffel: inklusive Mixed- und Single-Mixed-Staffeln

| Platzierung         | Einzel | Sprint | Verfolgung | Massenstart | Staffel | Gesamt |
| ------------------- | ------ | ------ | ---------- | ----------- | ------- | ------ |
| 1. Platz            |        |        |            |             |         |        |
| 2. Platz            |        |        |            |             |         |        |
| 3. Platz            |        |        |            |             |         |        |
| Top 10              |        |        |            |             |         |        |
| Punkteränge         |        |        |            |             |         |        |
| Starts              |        | 4      |            |             |         | 4      |
| Stand: Karriereende |        |        |            |             |         |        |